# Bananada

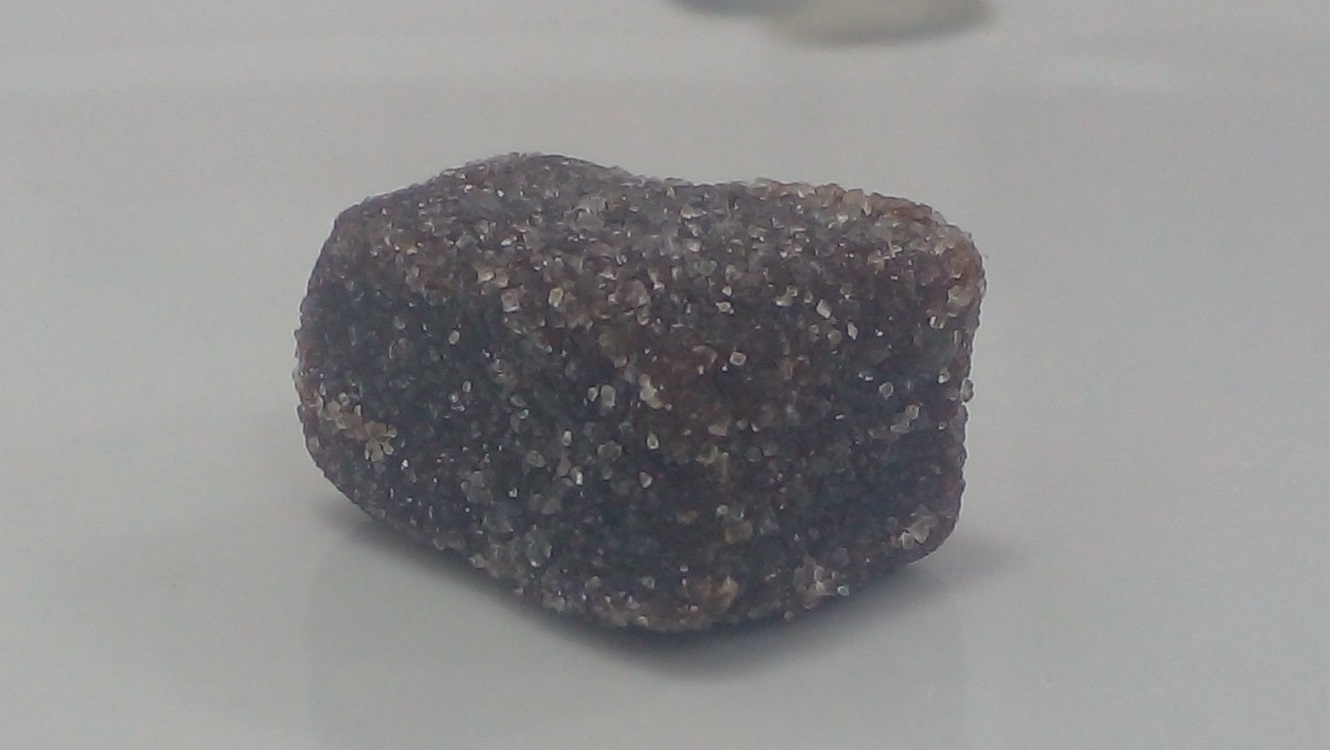

Bananada é um doce feito basicamente com polpa de banana e açúcar, com ou sem água pectina e ajustador de pH concentrado (utilizado para que se atinja o ponto de corte). O tipo de banana mais indicada para sua produção é a prata.
A determinação de sua origem é extremamente complexa, e ele é tradicionalmente consumido em muitos estados, especialmente Pernambuco, Bahia, Minas Gerais, São Paulo e Paraná. Contudo, a provável origem do doce se deu durante o Brasil Colonial, no qual as bananas que já muito maduras eram descartadas pelos "sinhôzinhos" e "sinhás" e dadas aos escravos, que aproveitavam e produziam doces.